# Stenopodius lateralis
Stenopodius lateralis es una especie de insecto coleóptero de la familia Chrysomelidae.
Fue descrita científicamente en 1933 por Schaeffer.